# Bluebird Cargo

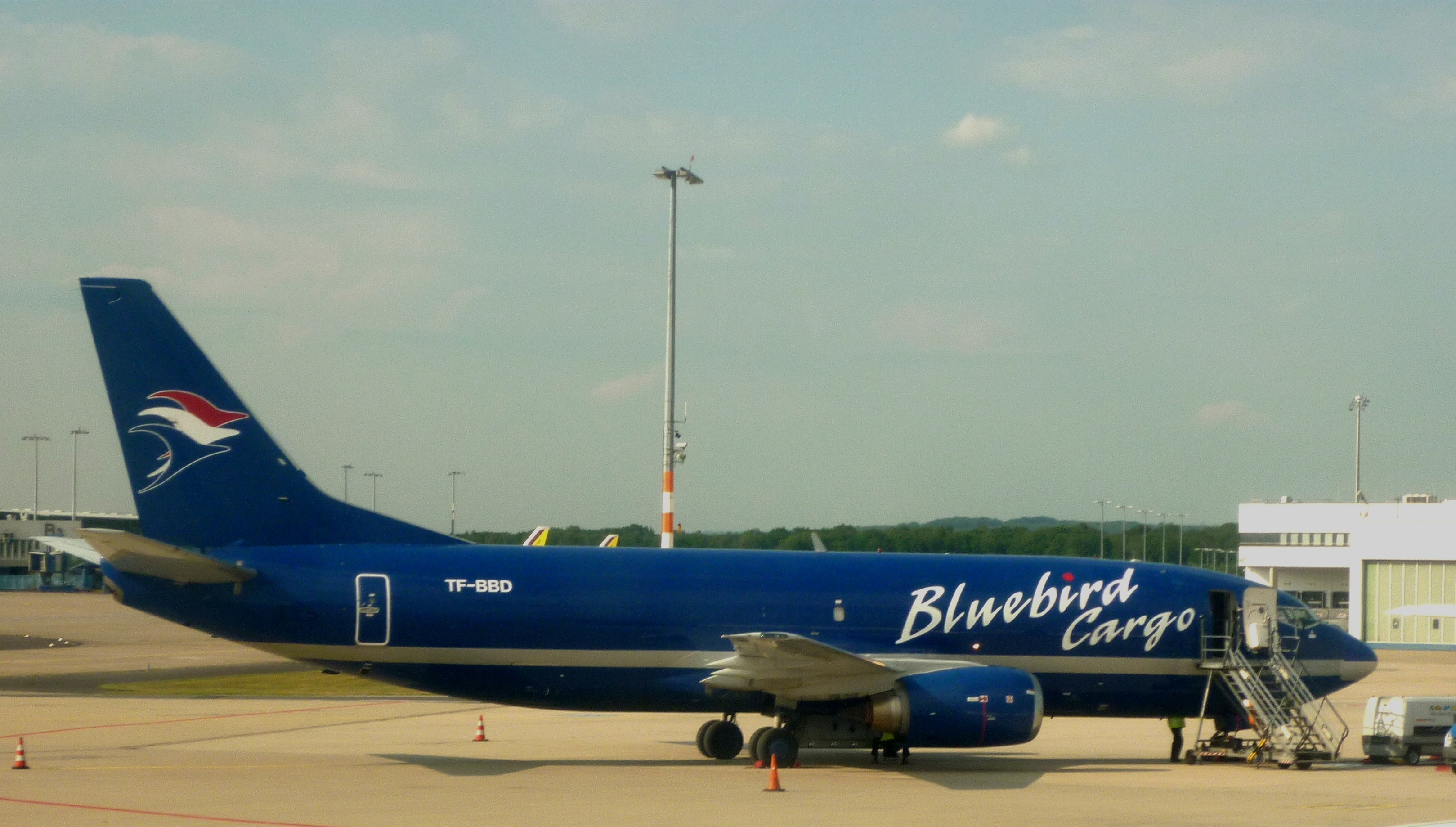
Boeing 737-300F авиакомпании Bluebird Cargo в аэропорту Кёльн/Бонн, 2011 год

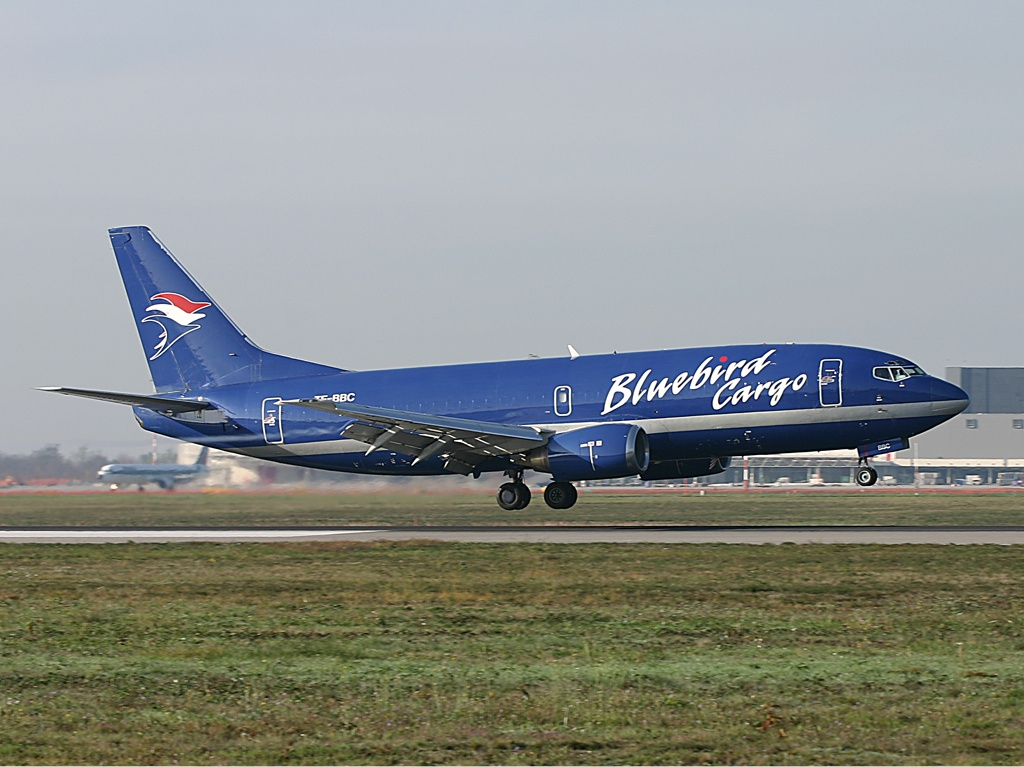
Boeing 737-300 авиакомпании в 2005 году

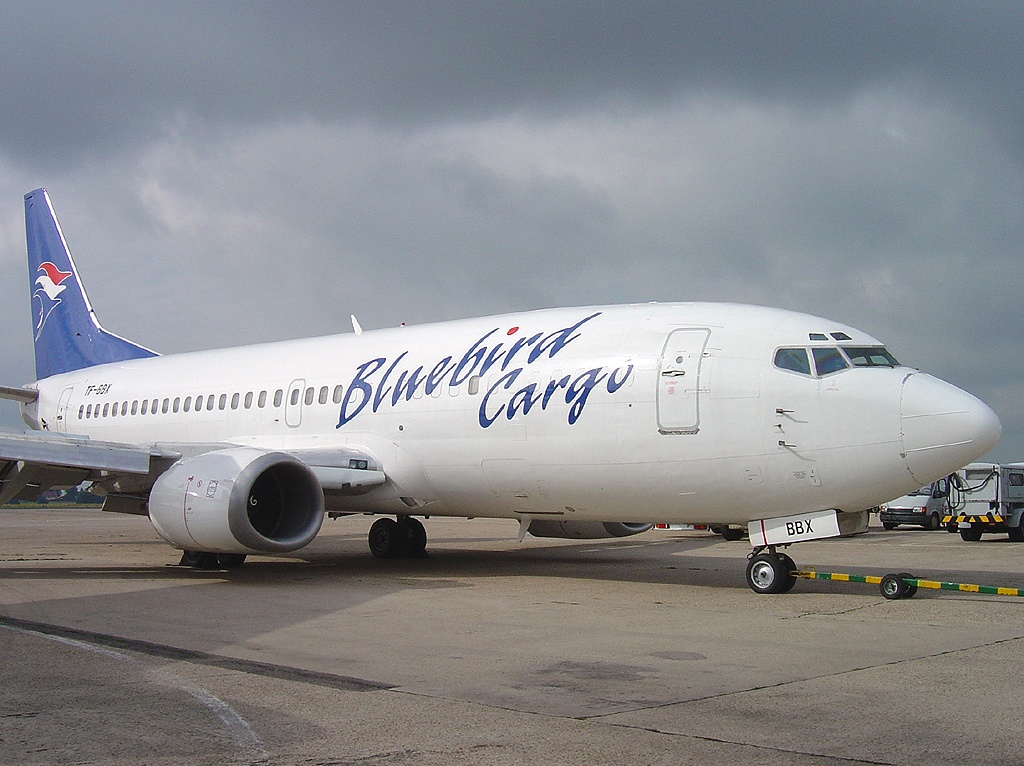
Boeing 737-300 авиакомпании в 2004 году

Bluebird Cargo (исл. Bláfugl) — грузовая авиакомпания Исландии со штаб-квартирой в Рейкьявике, осуществляющая регулярные и чартерные перевозки по Европе главным образом из международного аэропорта Кеблавик.
Портом приписки авиакомпании и её главным транзитным узлом (хабом) является международный аэропорт Кеблавик, в качестве второго грузового хаба используется немецкий аэропорт Кёльн/Бонн.

## История
Авиакомпания была основана группой исландских граждан в 2000 году и начала операционную деятельность в марте следующего года с выполнения ежедневных грузовых рейсов между Исландией, Великобританией и Германией на единственном самолёте Boeing 737-300F. В дальнейшем компания была выкуплена авиационным холдингом Icelandair Group

## Маршрутная сеть
В мае 2012 года маршрутная сеть грузовых перевозок авиакомпании Bluebird Cargo охватывала следующие пункты назначения:
Бельгия
- Льеж — аэропорт Льеж

Германия
- Кёльн/Бонн — аэропорт Кёльн/Бонн
- Лейпциг — аэропорт Лейпциг

Исландия
- Рейкьявик — международный аэропорт Кеблавик хаб

Италия
- Болонья — аэропорт имени Марко Поло
- Катания — аэропорт Фонтанаросса
- Рим — аэропорт Фьюмичино имени Леонардо да-Винчи

Словения
- Любляна — аэропорт имени Йоже Пучника

Канада
- Монктон — международный аэропорт Большой Монктон

## Флот
В марте 2022 года воздушный флот авиакомпании Bluebird Cargo составляли следующие самолёты (средним возрастом в 24,5 года):